# 질산 환원효소
질산 환원효소(窒酸還元酵素, 영어: nitrate reductase) (EC 1.7.99.4)는 질산염(NO−
3)을 아질산염(NO−
2)으로 환원시키는 반응을 촉매하는 몰리브데넘을 함유하고 있는 효소이다. 질산염은 비옥한 토양에서 질소의 주된 공급원이기 때문에 이 반응은 대부분의 식물 작물에서 단백질의 생산에 매우 중요하다.
- 질산 환원효소 (퀴논)
- 질산 환원효소 (사이토크롬)

## 같이 보기
- 아질산 환원효소